# Goodbye to Yesterday
Goodbye to Yesterday är en sång skriven och producerad av Stig Rästa. Den spelades in och framfördes av Elina Born och Stig Rästa. 

## Eesti Laul 2015
Born och Rästa medverkade med låten i den estniska uttagningen till Eurovision Song Contest 2015, Eesti Laul 2015. De deltog i den andra semifinalen den 14 februari 2015 och gick vidare till finalen efter att ha fått 63 procent av rösterna. I finalen den 21 februari 2015 vann de stort då de fick 79 procent av alla röster i finalen. 

## Eurovision Song Contest 2015
Born och Rästa framförde låten i den första semifinalen i Eurovision Song Contest 2015 som ägde rum den 19 maj 2015 i Wien, Österrike.

## Listplaceringar

### Nationella singellistor
| Lista (2015)      | Topplacering |
| ----------------- | ------------ |
| Belgien Flandern  | 32           |
| Belgien Vallonien | 42           |
| Estland           | 1            |
| Nederländerna     | 73           |
| Schweiz           | 68           |
| Sverige           | 51           |
| Tyskland          | 71           |
| Österrike         | 8            |